# 5380 Sprigg
5380 Sprigg (1991 JT) là một tiểu hành tinh vành đai chính được phát hiện ngày 7 tháng 5 năm 1991 bởi R. H. McNaught ở Siding Spring.